# الزرازير
زرازير، يسمى أحيانًا بيت زرزير، هو مجلس محلي في منطقة شمال إسرائيل. أُعلن عن الزرازير مجلساً محلياً في عام 1996م. يتألف سكان المنطقة من أفراد خمس قبائل بدوية. يبلغ عدد سكان زرزير 8,430 ساكنًا. يتزايد عدد السكان بمعدل نمو سنوي يبلغ 1.5٪ ، زرزير حاصل على تصنيف 2 من 10 في المؤشر الاجتماعي والاقتصادي - عام 2017م. وبحسب إحصائيات العام 2021، بلغ عدد السكان 8,412 نسمة، 4,259 ذكر و4,153 أنثى. 99.7% منهم عرب مسلمون. نسبة المستحقين لشهادة الثانوية العامة (شهادة بجروت) بين طلاب الصف الثاني عشر في العام 2009-2010م كان 59.7٪. ووفقًا لعام 2021، إرتفعت هذه النسبة لتصل إلى 60.7%. متوسط الراتب الشهري للموظف خلال 2018م كان 5،556 شيكل (المعدل الوطني: 9،634 شيكل). بينما في عام 2021، كان متوسط الراتب الشهري للذكر هو 7,949 شاقل وللأنثى 4,450 شاقل.
شيكل (المعدل الوطني: 9،634 شيكل).

## سكان الزرازير
هذه القبيلة هي أكبر قبائل الزرزور ، ويبلغ عدد سكانها حوالي 2700 نسمة, وتسمى مزاريب نسبة إلى المساحة الجغرافية فيها، الوادية على شكل مزاريب، يعمل معظم أفراد القبيلة في مجال الأمن (في الجيش الإسرائيلي وشرطة إسرائيل وجهاز الأمن العام)، تعمل القبيلة في مجالات أخرى مثل: الزراعة التي تشمل بشكل أساسي أعدادًا كبيرة من الأغنام والماشية والصناعة بشكل رئيسي في إطار الأطر. لدى القبيلة مدرسة ابتدائية ومسجد مستقل ومقبرة مستقلة وحتى لجنة قيادة داخلية يقودها عدد قليل من وجهاء القبائل, وتتميز هذه القبيلة، كغيرها من القبائل، بلهجة مختلفة عن القبائل الأخرى، ومختلفة بالتأكيد عن قرى الفلاحي في المنطقة.